# Gypona icaroi
Gypona icaroi är en insektsart som beskrevs av Jorge Luiz Nessimian och Luci B. N. Coelho 1990. Gypona icaroi ingår i släktet Gypona och familjen dvärgstritar. Inga underarter finns listade i Catalogue of Life.